# いすゞ・iシリーズ
iシリーズ（i-Series）は、かつていすゞ自動車がアメリカで販売していたピックアップトラックで、i-280(後のi-290)、i-350(後のi-370)がこれに該当する。

## 概要
2005年のニューヨーク国際オートショーで発表された。2000年に絶版となったいすゞ・オンブレ(Hombre)の後継車種となる。シボレー・コロラド、GMC・キャニオンのOEMであり、生産もこれらの姉妹車同様、シュリーブポートで行われていた。姉妹車との違いはフロントグリルのデザインのみ。また、これらの姉妹車はいすゞ自動車がタイで製造するD-MAXやH3とも基本設計を共有している。
いすゞのアメリカでのライトトラック事業撤退に伴い、2009年1月31日をもって販売を終了した。

## エンジンラインナップ
エンジンは全てGM製である。また、車名の3桁の数字は排気量を表している。例えば、i-280ならば2.8Lエンジン、i-350ならば3.5Lエンジンである。
- 2006年まで:
  - i-280 - アトラス LK5型 2.8L　直4
  - i-350 - アトラス L52型 3.5L　直5

- 2007年から:
  - i-290 - アトラス LLV型 2.9L　直4
  - i-370 - アトラス LLR型 3.7L　直5